# Belagerung

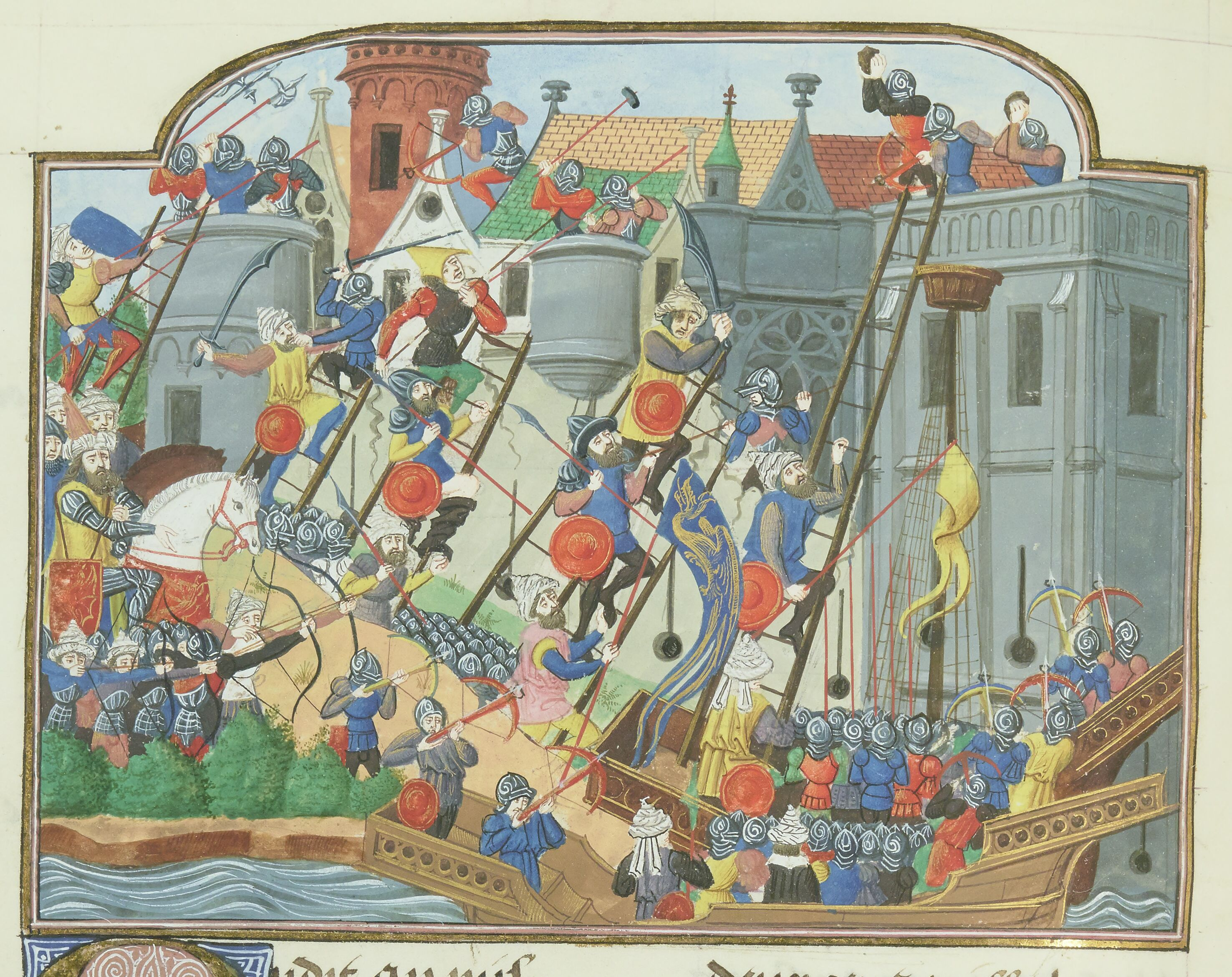
Die Belagerung Konstantinopels (Jean Chartier, 15. Jahrhundert)

Die Belagerung ist eine Sonderform des Angriffs mit dem Ziel, befestigte Anlagen zu erobern oder die Kampfkraft der Verteidiger abzunutzen und sie zumindest zeitweise zu neutralisieren. Dabei wird der Ort so von eigenen Truppen umschlossen, dass möglichst jeder Verkehr zwischen dem Inneren und dem Äußeren des Belagerungsrings unterbunden wird. Insbesondere soll der Nachschub an Soldaten, Waffen und Nahrung unterbunden werden. Belagerungen sind zumeist mit dem Einsatz von Belagerungsgerät, Artillerie und Sappeuren verbunden.
Verlässt ein Teil der Belagerten die Festung, um die Belagerer anzugreifen oder um Belagerungsgerät zu zerstören, nennt man das einen Ausfall. Zu diesem Zweck wurden versteckte Ausfalltore angelegt. Kommen den Belagerten Truppen von außen zu Hilfe, spricht man von Entsatz.
In belagerten Gebieten kann die Regierung den Belagerungszustand verhängen, eine spezielle Form des Ausnahmezustandes.

## Allgemeines

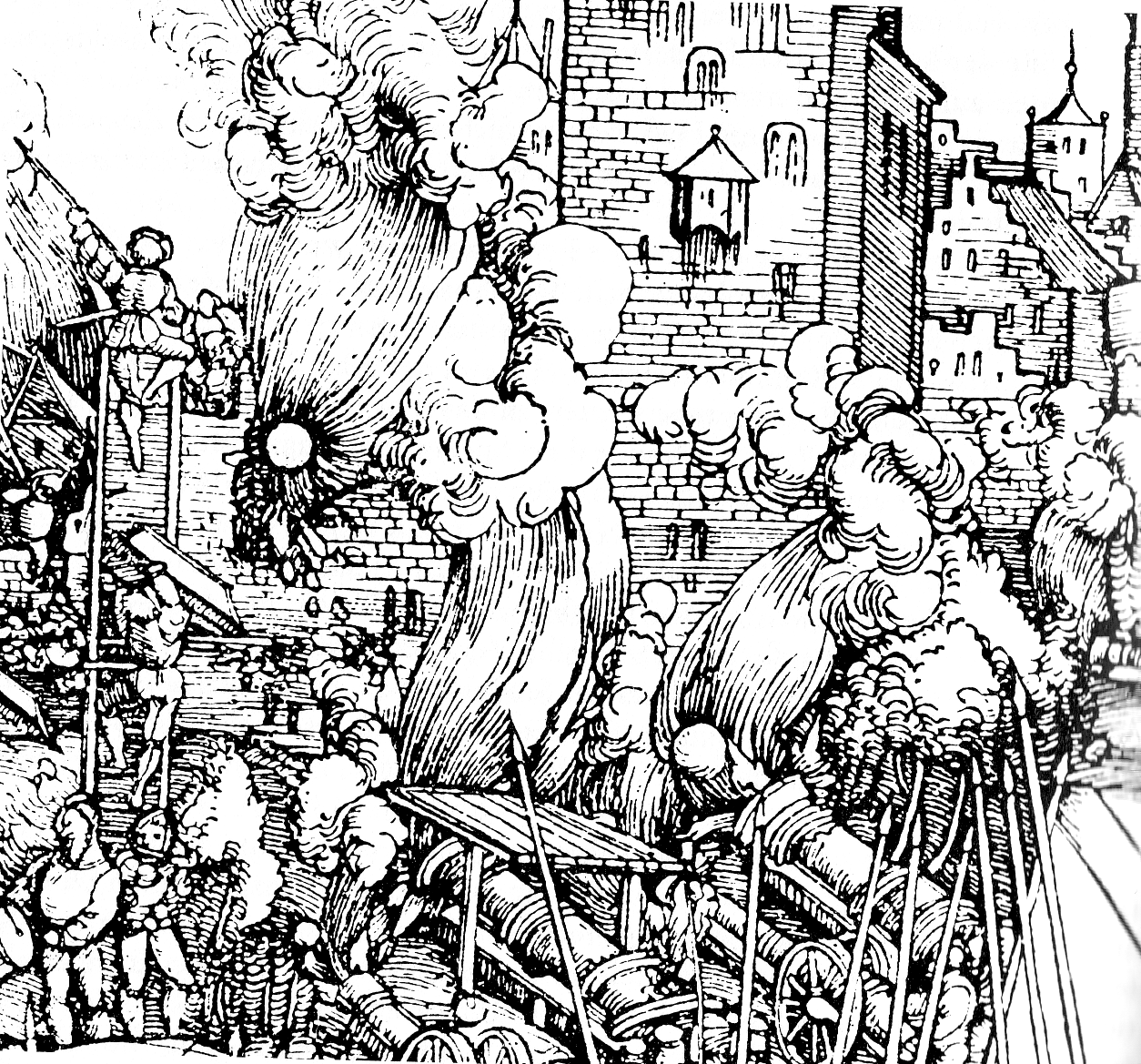
Erstürmung einer Stadt (Detail eines Stichs aus dem späten 15. Jahrhundert)

Ziel einer Belagerung ist, eine befestigte Anlage des Gegners so weit zu schwächen, dass ein Sturmangriff erfolgversprechend wird oder die Verteidiger in eine Kapitulation einwilligen. Dazu dienen Belagerungsgerät und Artillerie sowie die Zermürbung der Verteidiger durch Aushungern und Demoralisieren.
Da eine Belagerung zu allen Zeiten aufwendig und langwierig war, wurde häufig versucht, durch Ausnutzung eines Überraschungsmoments, List oder Verrat eine Belagerung zu vermeiden. Überraschungsangriffe und handstreichartige Überfälle auf intakte Festungsanlagen waren jedoch riskant, scheiterten häufig und konnten für den Angreifer sehr verlustreich verlaufen.
Sunzi beurteilte das Belagerungswesen generell negativ: „Wenn du eine Stadt belagerst, wirst du deine Stärke verausgaben“ und „Die höchste Feldherrnkunst durchkreuzt die Pläne des Gegners, die zweitbeste hindert ihn, seine Kräfte zu sammeln, die drittbeste führt in die Feldschlacht, die schlechteste zur Belagerung von befestigten Städten.“ Carl von Clausewitz drückte seine Skepsis vorsichtiger aus: „Indessen ist eine Belagerung eines nicht ganz unbedeutenden Platzes immer ein bedeutendes Unternehmen, weil es große Geldausgaben verursacht, und bei Kriegen, wo sichs nicht immer um das Ganze handelt, diese sehr berücksichtigt werden müssen.“

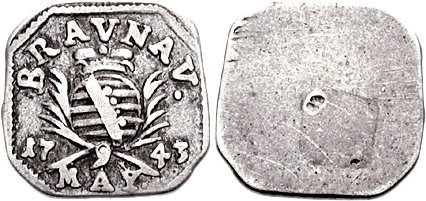
Braunauer Belagerungsmünze

Ein besonderes Zeugnis von Belagerungen sind die gelegentlich geprägten Belagerungsmünzen, eine besondere Form von Notmünzen, die häufig nur mit den  einfachen Mitteln des Belagerungsortes gefertigt wurden und deshalb primitiver als regulär geprägte Münzen wirken.
Eine Besonderheit sind die Belagerungsmünzen von Zamość von 1813 im Wert von 2 złote in Silber. Sie wurden während der Belagerung durch russische Truppen von der polnisch-sächsischen Garnison unter General Haucke provisorisch geprägt. Einmalig dürfte der Wert dieser Notmünzen sein, der nach Prüfung dieser Stücke als höherwertig als die regulären Münzen festgestellt wurde. Daraufhin wurden sie von Geschäftsleuten aufgekauft und sofort eingeschmolzen.

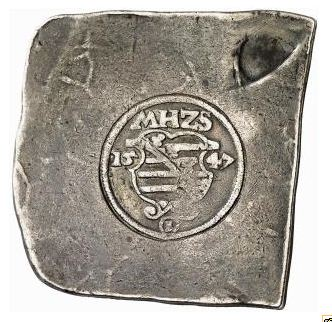
Leipziger Belagerungsmünze

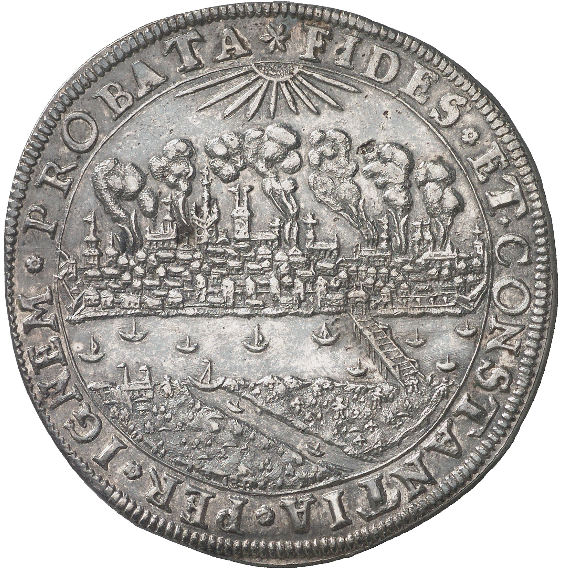
Brandtaler von 1629

Eine weitere Besonderheit sind die Leipziger Belagerungsmünzen von 1547. Als sich Kaiser Karl V. (1500–1558) 1546/47 militärisch gegen den Schmalkaldischen Bund wandte, trat Herzog Moritz aus dem Bund aus, ging auf die Seite des Kaisers über und fiel in das kursächsische Land ein. Kurfürst Johann Friedrich belagerte daraufhin die von Herzog Moritz stark befestigte Stadt Leipzig. Herzog Moritz setzte der Belagerung mit Hilfe kaiserlicher Truppen ein Ende. Die Leipziger Belagerungsmünzen sind der numismatische Beleg für die Belagerung der stark befestigten Stadt Leipzig.
Interessant sind auch Gedenkmünzen, die eine erfolgreiche Verteidigung einer Belagerung dokumentieren. Der Brandtaler ist ein Gedenktaler, den die Münzstätte der Stadt Thorn im Preussen königlichen Anteils im Jahr 1629 auf die erfolgreiche Verteidigung der Stadt gegen die schwedischen Belagerer prägte. Der silberne breite Taler zeigt Thorn mit dem Bild der brennenden Stadt nach der Beschießung.

## Geschichte
Von der frühgeschichtlichen Zeit bis in die Frühe Neuzeit stellte die Belagerung ein wesentliches Element der Kriegsführung dar. Bedeutende Wissenschaftler und Ingenieure waren an der Entwicklung geeigneter Waffen und Geräte beteiligt, so etwa in der Antike Archimedes oder Heron von Alexandria, in der Renaissance Leonardo da Vinci, der sowohl Festungsanlagen als auch Kriegsmaschinen entwarf. Die Belagerungstechnik wird mit dem Fachausdruck Poliorketik bezeichnet (von altgriechisch πολιορκητικός poliorkētikós „zur Städtebelagerung gehörig“).
Während die Poliorketik sich entwickelte, wuchs auch die Wirksamkeit des Festungsbaus, der insbesondere in Frankreich einen hohen Stand erreichte. Bis zur Mitte des 15. Jahrhunderts war die Verteidigung in den meisten Fällen dem Angreifer überlegen. Erst die Einführung und ständige Verbesserung der Fernwaffen und insbesondere der Feuerwaffen führte zu einem Gleichstand.
Der Stellenwert sowohl der Belagerung als auch des Festungsbaus als Teil der Kriegführung nahm mit zunehmender Verfügbarkeit wirksamer Artillerie langsam ab. Mit der wachsenden Bedeutung des Luftkriegs im 20. Jahrhundert wurde beides im Wesentlichen obsolet.

### Frühgeschichte und Antike

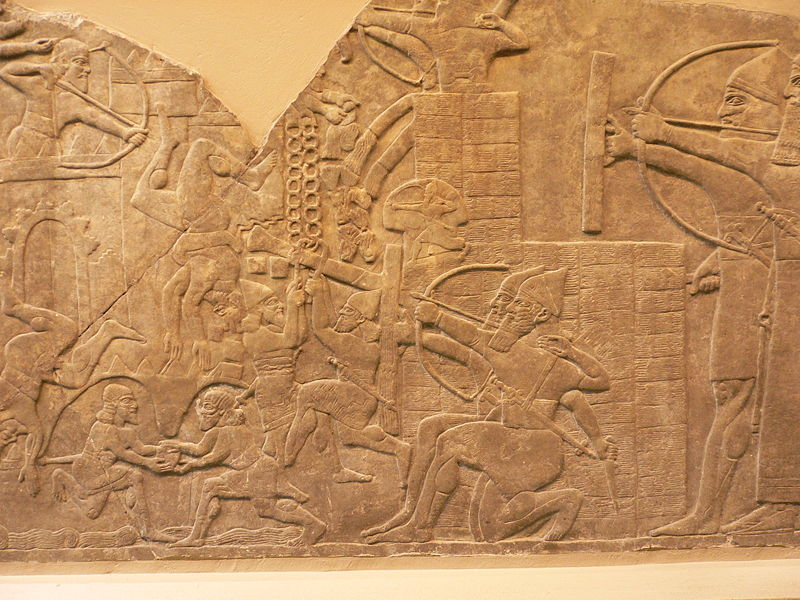
Belagerung einer Stadt auf einem assyrischen Basrelief aus Nimrud (British Museum, London)

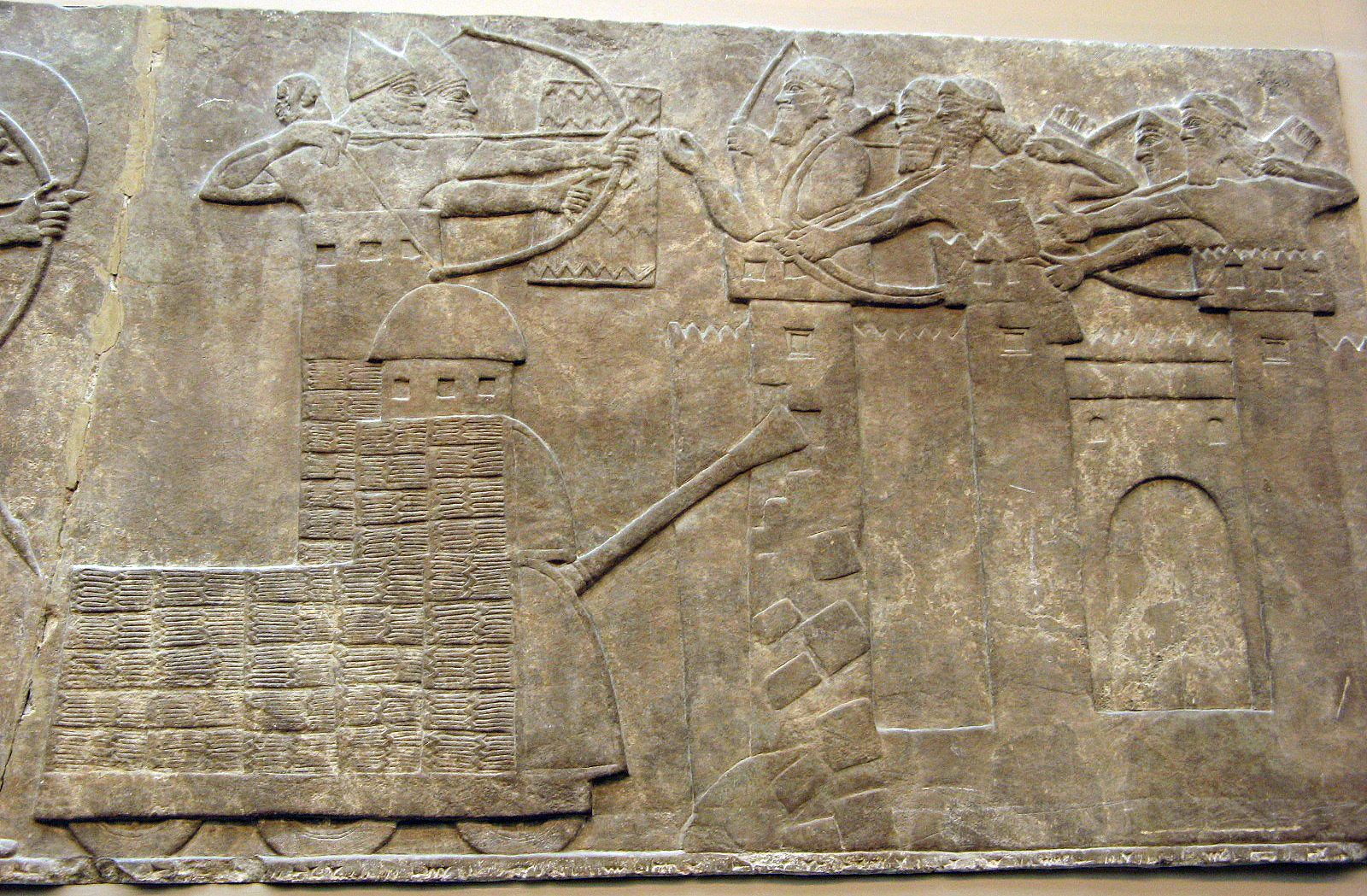
Einsatz eines Belagerungsturms auf einem assyrischen Basrelief aus Nimrud (British Museum, London)

Städte wurden schon seit frühester geschichtlich bekannter Zeit mit Mauern umgeben, um möglichen Feinden die Eroberung zu erschweren. Dagegen bildete sich ebenso früh eine Technik der Belagerung aus. Mythische Berichte reichen bis zur Belagerung von Jericho im Alten Testament und zur Belagerung von Troja, die Homer in der Ilias schilderte, zurück.
Auch das Heer Alexanders des Großen führte viele Belagerungen durch, insbesondere die Belagerungen von Tyros und des Sogdischen Felsens. Tyros war eine phönizische Inselstadt, die einen Kilometer vom Festland entfernt war und für uneinnehmbar gehalten wurde. Die Makedonen errichteten einen Damm zur Insel, der Überlieferungen zufolge mindestens 60 m breit war. Sobald dieser Damm in den Artilleriebereich hineinreichte, ließ Alexander die Stadtmauern mit Steinschleudern und leichten Katapulten beschießen. Nach einer sieben Monate andauernden Belagerung fiel die Stadt unter die Kontrolle der Makedonen. Im Gegensatz hierzu wurde die hoch auf den Klippen stehende Festung des Sogdischen Felsens durch List eingenommen. Alexander befahl seinen Truppen, die Klippen zu erklimmen und die hochgelegenen Flächen einzunehmen. Daraufhin gaben die demoralisierten Verteidiger auf.

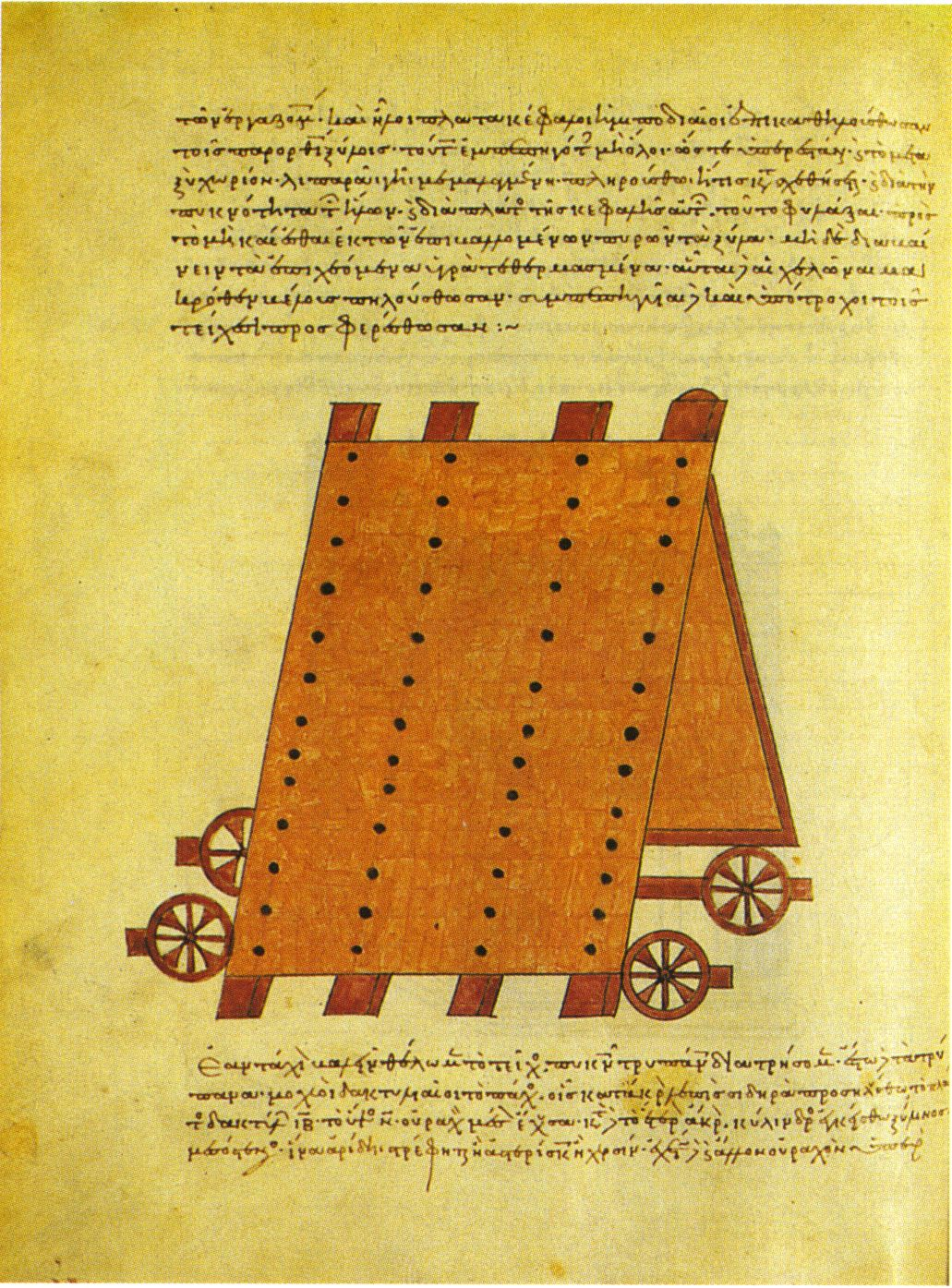
Apollodor von Damaskus, Poliorketika 148: „Schildkröte“ (Chelone), ein fahrbares Schutzdach als Belagerungsgerät, in der Handschrift Paris, Bibliothèque Nationale, Graec. 2442, fol. 81v (11./12. Jahrhundert)

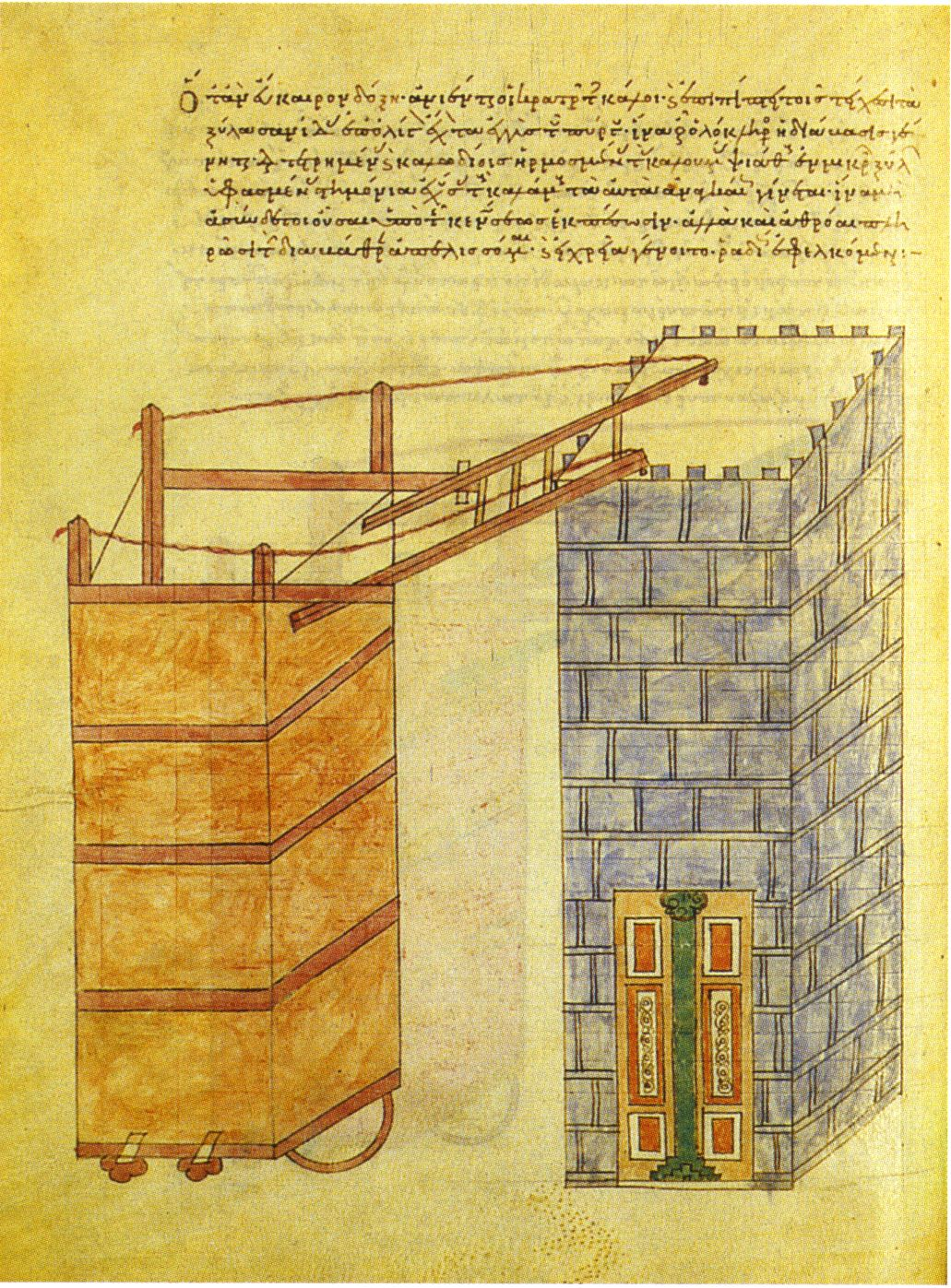
Apollodor von Damaskus, Poliorketika 170: Belagerungsturm mit Fallbrücke. Paris, Bibliothèque Nationale, Graec. 2442, fol. 97v (11./12. Jahrhundert)

Der Belagerungskrieg war in der Antike von zentraler Bedeutung. Die einfachste Form der Belagerung besteht darin, den Feind einfach einzuschließen und abzuwarten, bis ihm die Nahrung oder das Wasser ausgeht. Die Dauer einer Belagerung führt aber sowohl bei den belagernden Truppen als auch bei den Belagerten häufig zu Seuchen wegen der mangelnden Hygiene.
Die hellenistischen Armeen entwickelten eine komplexe Belagerungstechnik auf rein mechanischen Grundlagen – Explosivwaffen waren im Altertum unbekannt.
Insbesondere die römischen Armeen waren für ihre erfolgreichen Belagerungen bekannt. Julius Caesars Kampagne zur Einnahme Galliens beispielsweise basierte im Kern auf einer großen Zahl verschiedener Belagerungen. Während des Gallischen Kriegs beschrieb Caesar, wie die römischen Legionen in der Schlacht bei Alesia zwei befestigte Wälle um die Stadt errichteten. Die innere Circumvallation hielt mit einem Durchmesser von zehn Meilen die Kräfte Vercingetorix’ im Belagerungsbereich, während die äußere Contravallation verhinderte, dass diese von Nachschub erreicht werden konnte. Nachdem die Entsatztruppen der Gallier den römischen Kavallerie-Hilfstruppen unterlagen, gaben die Gallier im Angesicht des Hungertodes auf.
Die römischen Belagerungen vollzogen sich in mehreren Schritten. Wenn der praktisch obligatorische erste Sturmangriff zur Erprobung der Verteidigungsbereitschaft und des Verteidigungswillens gescheitert war, wurde die Festung von den angreifenden Truppen eingeschlossen. Danach wurden befestigte Lager für die Angriffstruppen errichtet. Als Nächstes wurde eine Gegenbefestigung angelegt, die die Eingeschlossenen hindern sollte, Ausfälle durchzuführen oder Boten auszuschicken. Wenn die Möglichkeit von Angriffen durch Entsatztruppen gegeben war, wurde noch eine Außenbefestigung errichtet. Dann erst begann die eigentliche Belagerung.
Zuerst musste die Annäherung an die Festung geschafft werden. Dazu mussten gegebenenfalls Hindernisse wie Wolfsgruben oder Abatis beseitigt und Gräben zugeschüttet werden. Hierbei kamen fahrbare oder tragbare Wände und Dächer, wie die Chelone (Schildkröte) und andere, verschiedene Typen zum Einsatz.
Die Römer setzten auch Rampen ein, um geographisch geschützte Stellungen zu stürmen (z. B. das auf einer Insel gelegene Tyros und die auf einem Plateau gelegene hebräische Festung Massada).
Danach mussten die Wälle oder Mauern der Festung überwunden werden. Dazu gab es prinzipiell vier Möglichkeiten:
1. Sturmleiter oder Belagerungsturm, um die Mauer zu übersteigen/besteigen.
2. Rammbock oder Mauerbohrer, um eine Bresche in die Mauer zu schlagen oder das Tor einzureißen. Beide Geräte wurden üblicherweise in fahrbare Schutzgestelle eingebaut.
3. das Katapult, um eine Bresche in die Mauer zu schießen oder um in die Ummauerung hinein zu schießen. Zum Beschuss der Mauer wurden meist massive Steingeschosse benutzt (bei Holzwällen teilweise auch Brandgeschosse). In die Ummauerung wurde mit massiven oder Brand-Geschossen gefeuert, um demoralisierende Zerstörungen zu verursachen. Leichen oder Köpfe von Angehörigen der Verteidiger zur psychologischen Kriegsführung. Leichen und Unrat zur Biologischen Kriegsführung, um Krankheiten auszulösen.
4. Man unterminiert Mauern, gräbt also einen Gang unter die Mauer. Entweder um durch Anlegen einer Minenkammer, in der nach der Fertigstellung die Stützelemente weggebrannt werden, überraschend die Mauer an dieser Stelle zum Einsturz zu bringen, oder um heimlich einen kleinen Trupp Soldaten in die Festung zu bringen, die dann einen Handstreich durchführen.

### Mittelalter und Frühe Neuzeit

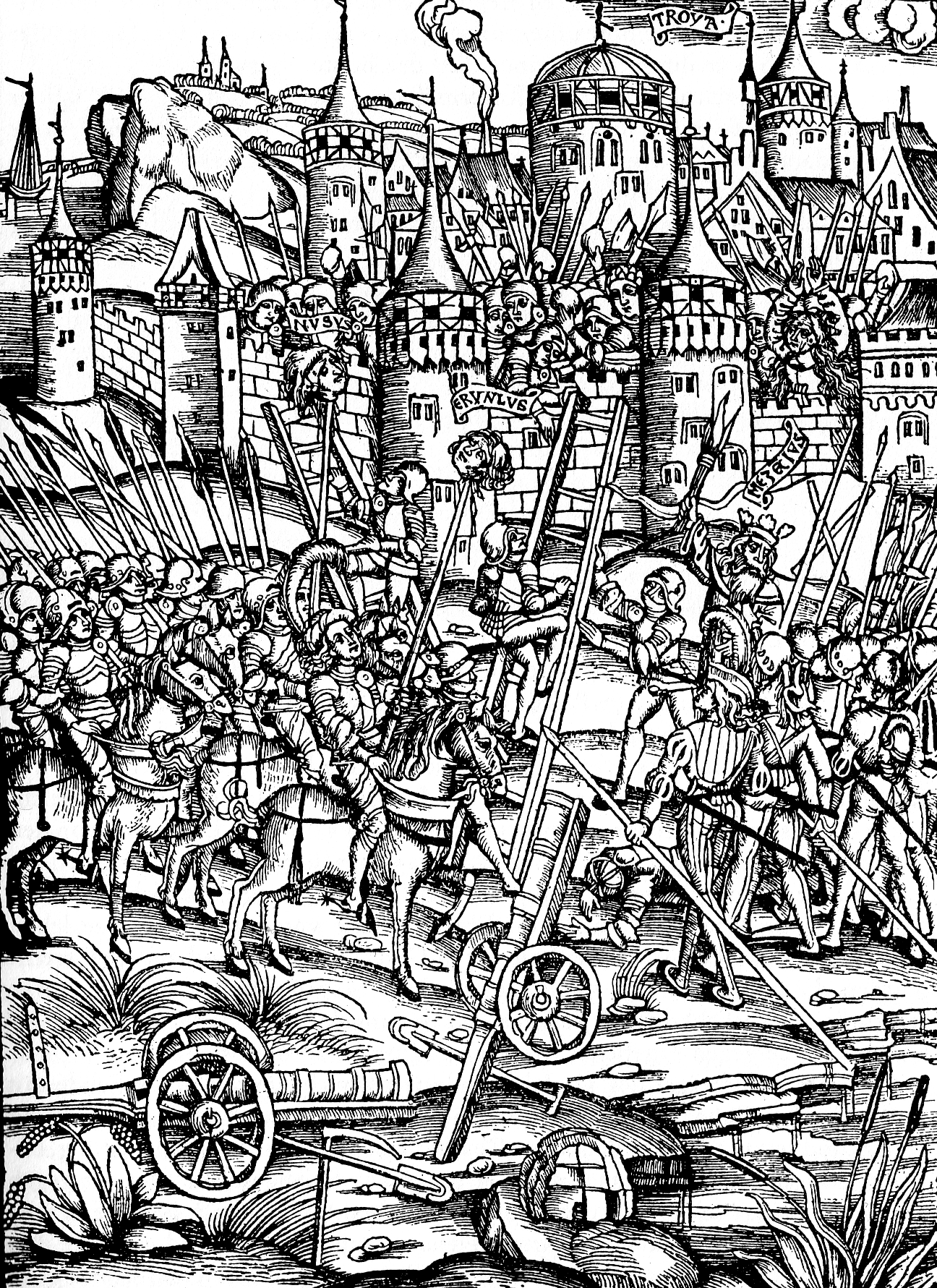
Belagerung einer Stadt, neben gepanzerten Reitern und Knechten finden auch Geschütze Verwendung (Holzschnitt 1502)

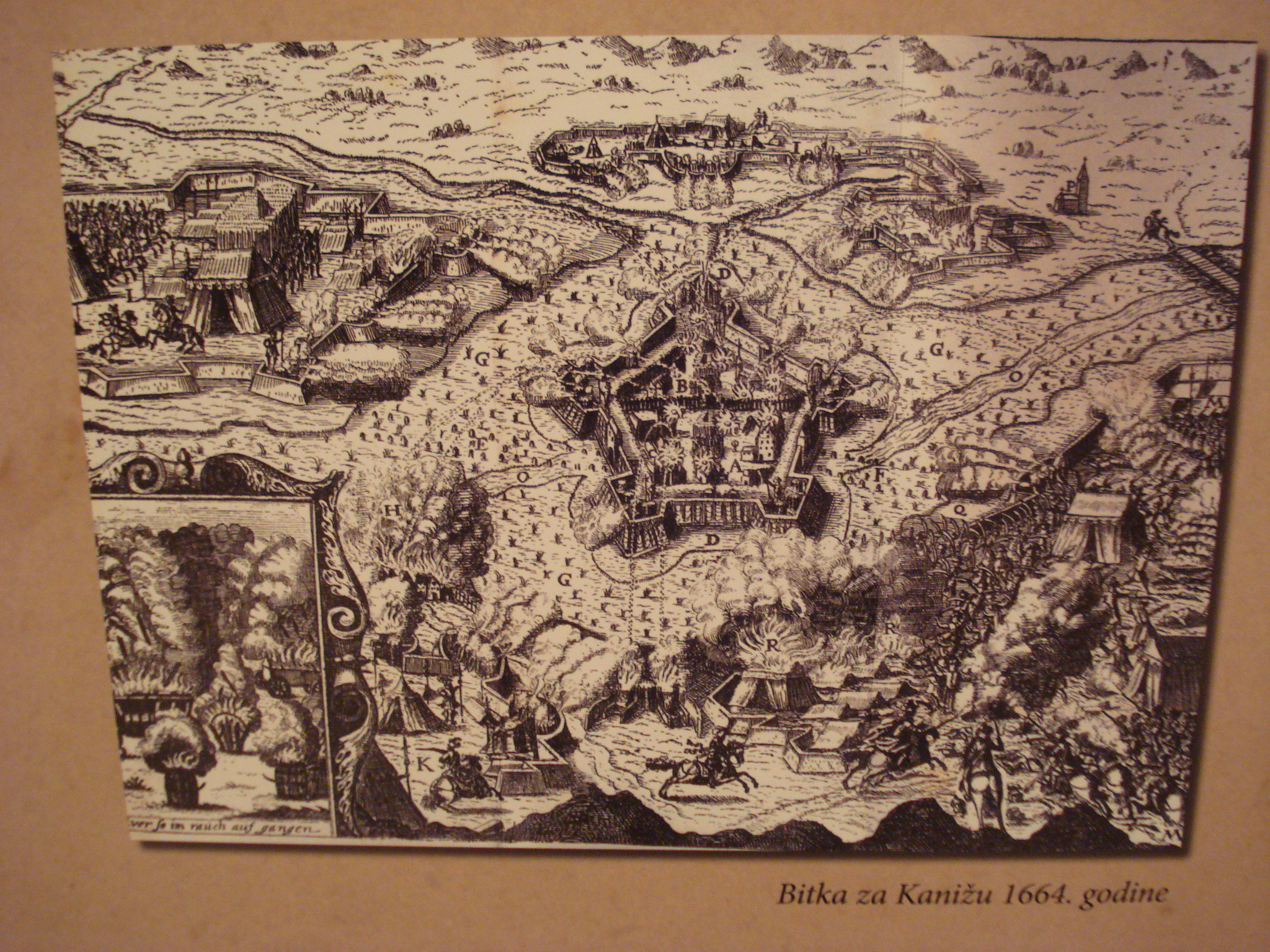
Belagerung von Nagykanizsa (Mai 1664)

In der schwäbischen Stadt Crailsheim wurde 1380 die Belagerung angeblich durch folgende List beendet: Die Bürger warfen den Belagerern gebackene Hörnchen über die Stadtmauer, um über die knapp werdenden Lebensmittel hinwegzutäuschen, siehe Horaffensage.
Mit der Erfindung des Spreng- und Schießpulvers und von Kanonen (siehe auch Steinbüchse) ergaben sich neue Möglichkeiten für beide Seiten.
Eine einfache Form der Belagerungs„technik“ war die so genannte Menschenpyramide. Hierfür war überhaupt kein Belagerungsgerät notwendig, vielmehr bildete eine Gruppe entschlossener Angreifer selbst die Belagerungsmaschine. Das Ziel war, einen oder einige wenige Angreifer auf die Höhe der Festungswälle zu bringen. Dazu bildeten die Angreifergruppe eine Art Räuberleiter, indem sie sich pyramidenförmig an der gegnerischen Mauer aufstellte. Diese Pyramide konnte allerdings nur in den Bereichen aufgestellt werden, in denen die Geschütze (Festungsgeschütze) der Verteidiger nicht wirken konnten – dem so genannten Toten Winkel. Das Verfahren war nur bei relativ niedrigen Mauerhöhen erfolgreich und erhielt erst wieder eine Bedeutung, als die Festungsmauern immer niedriger ausgeführt wurden, um der Bedrohung durch die neuzeitliche Artillerie begegnen zu können. Noch in der Schlacht um Verdun 1916 überwanden die Angreifer mit Hilfe einer Menschenpyramide die innere Grabenmauer von Fort Douaumont, was ihnen ein Eindringen in das unverteidigte Fort ermöglichte.
Der Angriff auf eine mit massiven Winkelbasteien versehene Festung war stets eine riskante Angelegenheit, sodass auf Seiten der Angreifer oftmals ein so genanntes Sturmgeld ausgelobt wurde. Um eine Bresche in die Festungsmauern zu schlagen, hoben die Belagerer Gräben aus, in der Regel parallel zu einer der vorderen Seiten einer Bastion. Danach wurden in diesem Graben Geschütze (Belagerungsgeschütze) postiert, die sofort ein Deckungsfeuer eröffneten.
Nun wurde ein Annäherungsgraben in Richtung der Bastion angelegt, und nach einigen Metern wiederum ein Parallelgraben, in dem die Kanonen Schutz fanden. Die Belagerer mussten beim Ausheben von Annäherungsgräben damit rechnen, dass die Verteidiger der Festung einen Ausfall unternehmen, um die Arbeit der Sappeure zu unterbrechen. Deshalb legten sie oftmals in regelmäßigen Abständen zwischen den Gräben Festungen im Kleinstformat an, in denen man Truppen zur schnellen Abwehr eines Ausfalls stationierte.
Bei vielen frühneuzeitlichen Belagerungen entstanden komplexe Grabensysteme mit zahlreichen Befestigungsanlagen.
Hatten sich die Belagerer mit Hilfe von Annäherungsgräben nahe genug an eine Bastion herangearbeitet, konnten die Kanonen so viel Feuerkraft entfalten, um eine Bresche in die Bastion zu schießen. Doch die Verteidiger bildeten in solch einem Fall meist eine dichte Schützenlinie hinter der Bresche, und sie hielten Körbe mit Schutt, Erde und Holz bereit, um eine Bresche provisorisch schließen zu können. Zudem konnten Angreifer beim Sturm auf eine Bresche von angrenzenden Bastionen unter Beschuss genommen werden, insbesondere aus zurückgezogenen Flanken.
Wenn sich das Schlagen einer Bresche anbahnte, legten die Verteidiger der Festung oftmals eine Retirata hinter der betreffenden Mauerstelle an, wenn eine derartige zweite Front nicht bereits von Anfang an in der Festung vorhanden war.
Auch die alte Taktik des Unterminierens kam bei Belagerungen zum Einsatz. Dabei legten die Belagerer vom Gegner möglichst unbemerkt einen Stollen an, der bis unter die Befestigung gegraben wurde. Anfangs wurde das Fundament so lange unterhöhlt, bis das Bauwerk unter seinem eigenen Gewicht einstürzte, jedoch war das für die Belagerer selbst sehr gefährlich, weil der Zeitpunkt des Einsturzes ungewiss war. Man ging daher dazu über, die Mauern mit Holzpfeilern abzustützen. Wenn der freigelegte Abschnitt ausreichend schien, brachte man zusätzlich brennbares Material herbei, das in Brand gesetzt wurde und die Pfeiler zerstörte, wodurch die Mauern zum Einsturz gebracht wurden. Bei frühneuzeitlichen Belagerungen bevorzugte man die Verwendung von Schießpulverladungen, wodurch der Begriff „Mine“ von einem Stollen auf eine ausgelegte Sprengladung überging.
Bestand bei den Belagerten der Verdacht, dass eine Unterminierung im Gange ist, wurden Horchposten eingerichtet, die in Feuerpausen auf grabungstypische Geräusche achteten. Andere Mittel waren aufgestellte leere Fässer, auf deren Oberseite etwas Wasser eingefüllt wurde oder erbsenbestreute Trommeln, um die von den Erdarbeiten ausgehenden Erschütterungen festzustellen und zu lokalisieren.
War ein Gang lokalisiert, gruben die Verteidiger ihrerseits Stollen, um das Vorhaben des Gegners durch eine eigene Sprengladung zu vereiteln.
Schon im späten 16. Jahrhundert wurde es üblich, dass die Belagerer ihrerseits einen Ring aus temporären Befestigungsanlagen, z. B. mit Hilfe von Schanzkörben, um die belagerte Stadt oder Festung anlegten. Damit sicherten sich die Belagerer vor dem etwaigen Angriff eines Entsatzheeres, schnitten die belagerte Festung komplett von der Außenwelt ab und schützten sich vor möglichen Ausfallangriffen der Verteidiger.
Ein derartiger Befestigungsring bestand aus unzähligen Gräben und Werken, die teilweise so nahe wie möglich an die belagerte Festung getrieben wurden.
Ein besonders komplexer Ring aus Feldbefestigungen wurde zum Beispiel bei der Belagerung der niederländischen Stadt 's Hertogenbosch im Jahre 1629 angelegt.
Die längste Belagerung der Neuzeit war die Belagerung von Candia. Sie dauerte von 1648 bis 1669, also 21 Jahre.

### Das Vaubansche Belagerungsverfahren
Der französische General und Festungsbaumeister Sébastien Le Prestre de Vauban gestaltete die Belagerung als reinen Artillerieangriff. Er verwirft ausdrücklich das Breschelegen durch Minen sowie das Bombardement, d. h. die Beschießung der Zivilgebäude in der Festung. Stattdessen greift er nur die Festungswerke an, und das mittels der drei Parallelen:
- Parallel zu den Kanten der Festungswerke wird maximal 575 Meter vor den Werken die Erste Parallele gezogen, eine Art Schützengraben, der sehr viel länger ist als die angegriffene Stelle. In dieser Ersten Parallele stehen „Rikoschettbatterien“.
- Von der ersten Parallele werden Sappen oder Trancheen (Annäherungsgräben) in Richtung Festung vorgetrieben und die Sappenköpfe 225 bis 275 Meter vor den Werken zur Zweiten Parallele verbunden. In der Zweiten Parallele stehen „Demontierbatterien“, die, immer drei Kanonen gegen eine feuernd, die Artillerie des angegriffenen Abschnitts binnen kurzem zum Schweigen bringen. „Kontrebatterien“ feuern auf die Festungsgeschütze links und rechts des Angriffsabschnitts und hindern sie am Eingreifen. „Enfilierbatterien“ beschießen die Festungswerke der Länge nach.
- Inzwischen werden weitere Sappen bis 30 bis 40 Meter vor die Glaciskrete (Innenböschung der Glacis) gebracht und die Dritte Parallele gezogen. In dieser stehen gegenüber den ein- und ausspringenden Winkeln der Festungswerke die sog. Steinmörser, die Körbe voller Steine im Bogen auf die Infanterie in den Festungswerken werfen.

Von der dritten Parallele aus errichtete Vauban die „Breschbatterien“ (gegen Bastionen sechs bis acht schwere Kanonen, gegen Ravelins vier), die binnen 24 Stunden eine 30 Meter breite Bresche in die Befestigung schossen. Sobald die Bresche gangbar war, räumte der Verteidiger das Werk. War der Hauptwall breschiert, ergab sich die Festung, weil man den Sturm fürchtete und eine Bresche für nicht verteidigungsfähig hielt.
Vauban wandte dieses Verfahren erstmals bei der Belagerung von Ath 1697 an. Der Angriff gelang wie geplant und kostete Vaubans Truppen nur 50 Tote und 150 Verwundete. Beim Vaubanschen Verfahren hat der Belagerer immer die artilleristische Feuerüberlegenheit. Die Verteidigung der Festung mittels Geschützen ist praktisch aussichtslos und kann nur dazu dienen, den Zeitpunkt der Kapitulation hinauszuzögern, z. B. durch Feuer kleinerer Kanonen auf die Sappenköpfe und raschen Stellungswechsel mit diesen kleinen Kanonen, ehe sie von den Demontierbatterien gefasst werden können. Der einzig sichere Schutz gegen Vaubans Angriff waren Überschwemmungen, solange der Belagerer diese nicht ablassen konnte. Wirksam waren auch Minen (aber nicht so kleine wie im heutigen Sinne, sondern viele tausend Pfund Schießpulver) im Glacis, die gezündet wurden, wenn der Belagerer mit seinen Arbeiten auf sie kam. Friedrich der Große („Festungen werden verteidigt durch Feuer und Wasser“, also durch Minen und Überschwemmungen) baute Minen so, dass sie dreimal springen konnten (als erstes die „Flattermine“ nahe der Oberfläche, dann die „Kammer“ und dann die eigentliche „Mine“, die unter Grundwasserniveau lag und daher vom Belagerer nicht angegraben werden konnte).

### Moderne

Teil eines Angriffs- u. Verteidigungsverfahrens einer Fortfestung am Beispiel des Forts Hahneberg

Einen ersten Eindruck der modernen Kriegsführung lieferte die 154-tägige Belagerung von Port Arthur im Russisch-Japanischen Krieg. Hierbei wurden erstmals Maschinengewehre, schwere Belagerungsgeschütze und Minen in großen Stückzahlen eingesetzt so wie auch die im 19. Jahrhundert praktisch außer Gebrauch geratene Handgranate eine Neueinführung erlebte.
Im Ersten Weltkrieg konnte man die Belagerung durch Bildung einer Front effektiv verhindern. Dies führte zum Grabenkrieg, da das wesentlichste Element der Belagerung fehlte, die nahezu vollständige Unterbindung der feindlichen Logistik.
Ansonsten kann man den Grabenkrieg als Erweiterung der Belagerung auf die gesamte Front betrachten. Mit weitreichender Artillerie und Flugzeugen wurde es fast unmöglich, Städte zu schützen. Die Belagerung von Przemyśl an der Ostfront bildet wohl eine herausragende Ausnahme.
Eine Belagerung von hoher Symbolkraft war die Belagerung des Alcázars von Toledo im Spanischen Bürgerkrieg. Während der Belagerung von Madrid wurde diese Stadt zwischen 1936 und 1939 immer wieder angegriffen. Es bildeten sich sowohl Befestigungs- wie Belagerungslinien um einen Großteil des Stadtperimeters. Trotz mehrerer Versuche konnte die Stadt jedoch nicht umzingelt und abgeschnitten werden, so dass es sich in diesem Fall nicht um eine „richtige“ Belagerung handelt, auch wenn die Kämpfe viele eindeutige Eigenschaften einer solchen zeigten.
Ausgerechnet die Erhöhung der Mobilität, insbesondere die massive Verwendung von Panzern, ermöglichte im Zweiten Weltkrieg die Belagerung wieder, wie z. B. 1940 in Dünkirchen. Die Belagerung von Leningrad war eine der langwierigsten Belagerungen einer Stadt in der Neuzeit. Stalingrad sollte zum Trauma für die deutsche Wehrmacht werden.
Eine moderne abgeschwächte Form der Belagerung ist in der Blockade zu finden. Bei der Blockade wird im Gegensatz zur klassischen Belagerung die Versorgung mit bestimmten Gütern, insbesondere Lebensmitteln, durch den Belagernden zugelassen.
Die letzte Belagerung im klassischen Sinne war die Schlacht um die französische Festung Điện Biên Phủ in Vietnam im Jahre 1954. In neuerer Zeit wurde von der Belagerung von Sarajewo im Bosnienkrieg sowie von der von Vukovar im Kroatienkrieg gesprochen, letztere in der internationalen Presse auch als „Stalingrad des Balkans“ bezeichnet.
Infolge des russischen Überfalls auf die Ukraine 2022 wurden mehrere ukrainische Städte belagert, z. B. bei der Belagerung von Mariupol.